# Bunin
Bunin is een bestuurslaag in het regentschap Aceh Timur van de provincie Atjeh, Indonesië. Bunin telt 722 inwoners (volkstelling 2010).